# Daniel Villalva
Daniel Alberto „Keko” Villalva Barrios (ur. 6 lipca 1992 w Caá Catí) – argentyński piłkarz występujący na pozycji cofniętego napastnika lub skrzydłowego, od 2025 roku zawodnik Gimnasia y Tiro.

## Kariera klubowa
Villalva pochodzi z niewielkiego miasta Caá Catí w prowincji Corrientes. Jako dziesięciolatek przeszedł pomyślnie testy w zespole Talleres de Córdoba i dołączył do juniorów tego klubu, lecz w późniejszym czasie po kontuzji lewej nogi zrezygnowano z niego. Kilka miesięcy później – już po rekonwalescencji – wrócił do treningów piłkarskich, a wskutek udanych występów w lokalnych ekipach z Corrientes zainteresowanie jego zatrudnieniem przejawiały czołowe argentyńskie kluby, takie jak Rosario Central, Boca Juniors czy San Lorenzo. Ostatecznie wybrał jednak ofertę innego krajowego giganta – CA River Plate ze stołecznego Buenos Aires. Mając dwanaście lat, został zawodnikiem słynnej akademii młodzieżowej River, w której występował z przyszłymi reprezentantami kraju, takimi jak Erik Lamela, Roberto Pereyra czy Rogelio Funes Mori. Regularnie był wówczas powoływany do juniorskich reprezentacji Argentyny.
Do seniorskiej drużyny Villalva został włączony przez szkoleniowca Néstora Gorosito i w argentyńskiej Primera División zadebiutował 8 lutego 2009 w zremisowanym 2:2 spotkaniu z Colónem. Liczył sobie wówczas szesnaście lat, siedem miesięcy i dwa dni, zostając najmłodszym piłkarzem, który wystąpił w barwach River w lidze argentyńskiej (pobił rekord należący do legendarnego Adolfo Pedernery). Premierowego gola w najwyższej klasie rozgrywkowej strzelił natomiast 30 sierpnia tego samego roku w wygranej 4:3 konfrontacji z Chacarita Juniors. Mimo opinii wielkiego talentu nie potrafił sobie jednak na dłuższą metę wywalczyć miejsca w wyjściowym składzie, a w czerwcu 2011 spadł wraz z River do drugiej ligi; był to pierwszy taki przypadek w historii klubu.
Już po roku Villalva powrócił z River Plate do pierwszej ligi, lecz jego sytuacja pozostawała niezmienna – wciąż notował nieregularne występy i był tylko alternatywnym graczem w taktyce trenera Matíasa Almeydy. W styczniu 2013 został wypożyczony do niżej notowanego, stołecznego zespołu Argentinos Juniors. Tam spędził rok, bez większych sukcesów i również głównie jako rezerwowy. Bezpośrednio po tym powrócił do River, z którym w wiosennym sezonie Final 2014 zdobył swoje pierwsze mistrzostwo Argentyny. W tym samym roku wywalczył również z ekipą prowadzoną przez Ramóna Díaza superpuchar Argentyny – Copa Campeonato, lecz pojawiał się na boiskach wyłącznie w roli rezerwowego. Ogółem barwy swojego macierzystego klubu reprezentował przez cztery i pół roku, lecz nie zdołał potwierdzić swojego potencjału.
W lipcu 2014 za sumę półtora miliona dolarów Villalva przeszedł do meksykańskiego średniaka – klubu Tiburones Rojos de Veracruz, niemal rokrocznie walczącego wówczas o utrzymanie w lidze. W tamtejszej Liga MX zadebiutował 27 lipca 2014 w zremisowanym 0:0 meczu z Pueblą, z miejsca zostając kluczowym graczem linii ataku. Pierwszą bramkę w lidze meksykańskiej zdobył natomiast 8 sierpnia tego samego roku w wygranym 2:1 pojedynku z Monterrey. W wiosennym sezonie Clausura 2016 wywalczył z Veracruz puchar Meksyku – Copa MX, tworząc dobrze uzupełniający się duet atakujących ze swoim rodakiem Julio Furchem. W tym samym roku zajął również drugie miejsce w superpucharze kraju – Supercopa MX.

## Kariera reprezentacyjna
W październiku 2007 Villalva w barwach reprezentacji Argentyny U-15 prowadzonej przez Jorge Theilera wziął udział w Mistrzostwach Ameryki Południowej U-15. Na rozgrywanym w Brazylii turnieju był podstawowym zawodnikiem formacji ofensywnej swojej drużyny – rozegrał wszystkie siedem meczów (z czego cztery w wyjściowym składzie), zaś jego kadra zajęła ostatecznie trzecie miejsce w rozgrywkach.
W kwietniu 2009 Villalva został powołany przez José Luisa Browna do reprezentacji Argentyny U-17 na Mistrzostwa Ameryki Południowej U-17. Na chilijskich boiskach był jednym z ważniejszych graczy kadry, rozgrywając pięć z siedmiu możliwych spotkań (z czego cztery w pierwszej jedenastce) i strzelił trzy gole – w meczach z Chile (3:1), Ekwadorem (1:1) i Urugwajem (2:0). Jego kadra zajęła natomiast drugie miejsce, w finale ulegając po rzutach karnych Brazylii (2:2, 5:6 k). Pięć miesięcy później znalazł się w składzie na Mistrzostwa Świata U-17 w Nigerii; tam również miał pewne miejsce w składzie, występując we wszystkich czterech meczach (z czego w trzech w wyjściowej jedenastce) i tworząc duet napastników z Sergio Araujo. Tym razem nie zdobył jednak żadnego gola, a Argentyńczycy odpadli ostatecznie z juniorskiego mundialu w 1/8 finału, przegrywając w nim z Kolumbią (2:3).

## Statystyki kariery
| River Plate        | 2008–2009 | Argentyna | Primera División   | 1   | 0  | —  | — | — | — | —   | 1   | 0  |
| River Plate        | 2009–2010 | Argentyna | Primera División   | 22  | 3  | —  | — | — | — | —   | 22  | 3  |
| River Plate        | 2010–2011 | Argentyna | Primera División   | 1   | 0  | —  | — | — | — | —   | 1   | 0  |
| River Plate        | 2011–2012 | Argentyna | Primera B Nacional | 14  | 1  | 4  | 2 | — | — | —   | 18  | 3  |
| River Plate        | 2012–2013 | Argentyna | Primera División   | 9   | 1  | —  | — | — | — | —   | 9   | 1  |
| Argentinos Juniors | 2012–2013 | Argentyna | Primera División   | 14  | 1  | —  | — | — | — | —   | 14  | 1  |
| Argentinos Juniors | 2013–2014 | Argentyna | Primera División   | 16  | 3  | —  | — | — | — | —   | 16  | 3  |
| River Plate        | 2013–2014 | Argentyna | Primera División   | 12  | 1  | —  | — | — | — | —   | 12  | 1  |
| Veracruz           | 2014–2015 | Meksyk    | Liga MX            | 34  | 6  | 2  | 0 | — | — | —   | 36  | 6  |
| Veracruz           | 2015–2016 | Meksyk    | Liga MX            | 32  | 4  | 9  | 2 | — | — | —   | 41  | 6  |
| Veracruz           | 2016–2017 | Meksyk    | Liga MX            | 24  | 4  | 5  | 0 | — | — | —   | 29  | 4  |
| Veracruz           | 2017–2018 | Meksyk    | Liga MX            |     |    |    |   | — | — | —   |     |    |
| Ogółem             |           |           |                    |     |    |    |   |   |   |     |     |    |
| Argentyna          | Argentyna | Argentyna | 89                 | 10  | 4  | 2  | — | — | — | 93  | 12  |    |
| Meksyk             | Meksyk    | Meksyk    | 90                 | 14  | 16 | 2  | — | — | — | 106 | 16  |    |
| Ogółem             | Ogółem    | Ogółem    | Ogółem             | 180 | 24 | 20 | 4 | — | — | —   | 199 | 28 |